# Кочемасова, Татьяна Александровна
Татьяна Александровна Кочемасова (род. 25 января 1979, Москва, РСФСР, СССР) — российский искусствовед, академик Российской академии художеств (2011).

## Биография
Родилась 25 января 1979 года в Москве.
В 2001 году окончила факультет теории и истории искусств МГАХИ им. В. И. Сурикова, в 2006 году — аспирантуру НИИ теории и истории искусств РАХ, работала научным сотрудником там же.
Член Ассоциации искусствоведов (2001) и Творческого союза художников России (2003).
В 2006 году защитила кандидатскую диссертацию, тема: «Графика художников „Голубой розы“: в контексте взаимовлияния искусства Запада и Востока на рубеже XIX — начала XX вв.».
С 2009 года — научный сотрудник-методист сектора по научно-методической работе Московского музея современного искусства.
Учёный секретарь Учёного секретариата по координации программ фундаментальных научных исследований и инновационных проектов, начальник Научно-организационного управления по координации программ фундаментальных научных исследований РАХ (с 2010), заместитель заведующего Международной кафедры ЮНЕСКО изобразительного искусства и архитектуры при РАХ. Член Координационного совета по делам молодёжи в научной и образовательной сферах при Совете при президенте Российской Федерации по науке, технологиям и образованию (2011—2012).
В 2011 году избрана академиком Российской академии художеств по Отделению искусствознания и художественной критики. Член Президиума РАХ, вице-президент РАХ (с 2018 года)
В 2014 году подписала коллективное заявление деятелей культуры России в поддержку позиции президента по Украине и Крыму.
Фактическая супруга президента РАХ Зураба Церетели с 2004 по 2025 год.

## Творческая деятельность
Автор многочисленных[сколько?] статей по проблемам современного российского искусства в журналах и научных сборниках, каталогах, автор-составитель ряда научных сборников Российской академии художеств.
Автор монографий: «Генрих Семирадский» (2001), «Петр Оссовский» (2004), «Эдуард Дробицкий» (2004), «Четыре жизни» (монография о Э. Дробицком, 2005) и др.[значимость факта?]
Разработка концепции, организация и проведение международных научных конференций: «Искусство и наука в современном мире», (Москва, 2009 г.), «Россия-Франция: три века научных и культурных связей», (Париж, 2010 г. (в рамках официальной программы Национальной российской выставки в Гран Пале)), «Сохранение и возрождение духовного и культурного наследия России. 1000-летию Ярославля посвящается», (Ярославль, 2010 г.), «Инновации в изобразительном искусстве», (Москва, 2010 г.), «Гуманистические основы и социальные функции искусства», (Москва, 2011 г.), «Искусство и наука в современном мире. 300-летию М. В. Ломоносова посвящается», (Санкт-Петербург, 2011 г.)[значимость факта?]